# Комарова, Мария Андреевна
Мари́я Андре́евна Комаро́ва (; род. 24 апреля 1998, Санкт-Петербург) — российская кёрлингистка.
Игрок женской сборной России на чемпионате мира 2021, смешанной парной сборной России на чемпионате мира по кёрлингу среди смешанных пар 2018.
Мастер спорта России международного класса (кёрлинг, 2018).
В сборной команде России с 2017 года.
Выступает за клуб «Адамант» (Санкт-Петербург).
В составе женской сборной России участник зимних Олимпийских игр 2022 (заняли десятое место), чемпионатов мира и Европы.
В клубной команде играет на позиции четвёртого, скип команды.
До кёрлинга занималась фигурным катанием.

## Достижения
- Чемпионат мира по кёрлингу среди женщин: серебро (2021).
- Зимние Универсиады: бронза (2019).
- Чемпионат России по кёрлингу среди женщин: золото (2020), серебро (2015, 2017, 2022, 2023), бронза (2016, 2021).
- Кубок России по кёрлингу среди женщин: золото (2013, 2020, 2022, 2023).
- Чемпионат мира по кёрлингу среди смешанных команд: бронза (2018).
- Чемпионат мира по кёрлингу среди смешанных пар: серебро (2018).
- Чемпионат России по кёрлингу среди смешанных пар: бронза (2017).

## Команды
| Сезон                                               | Четвёртый        | Третий           | Второй             | Первый               | Запасной                                                                     | Турниры |
| --------------------------------------------------- | ---------------- | ---------------- | ------------------ | -------------------- | ---------------------------------------------------------------------------- | --- |
| 2013—14                                             | Алина Ковалёва   | Елена Ефимова    | Ульяна Васильева   | Мария Комарова       | Оксана Богданова                                                             | КРЖ 2013 |
| 2014—15                                             | Алина Ковалёва   | Ульяна Васильева | Елена Ефимова      | Оксана Богданова     | Мария Комарова тренер: Алексей Целоусов                                      | ЧРЖ 2015 |
| 2015—16                                             | Ульяна Васильева | Мария Бакшеева   | Екатерина Кузьмина | Евгения Дёмкина      | Мария Комарова тренер: Ирина Колесникова                                     | ЧМЮ 2016 (7 место)                                                                                           |
| 2015—16                                             | Алина Ковалёва   | Ульяна Васильева | Екатерина Кузьмина | Мария Комарова       | Оксана Богданова тренер: Алексей Целоусов                                    | ЧРЖ 2016 |
| 2016—17                                             | Мария Бакшеева   | Мария Комарова   | Ольга Котельникова | Дарья Патрикеева     | Оксана Богданова                                                             | |
| 2016—17                                             | Мария Бакшеева   | Алина Ковалёва   | Ульяна Васильева   | Мария Комарова       | Екатерина Кузьмина                                                           | КРЖ 2016 (5 место)                                                                                           |
| 2016—17                                             | Мария Бакшеева   | Дарья Морозова   | Мария Комарова     | Екатерина Кузьмина   | Ольга Котельникова тренер: Алексей Целоусов                                  | ЧМЮ 2017 (6 место)                                                                                           |
| 2016—17                                             | Алина Ковалёва   | Ульяна Васильева | Екатерина Кузьмина | Мария Комарова       | Мария Бакшеева тренер: Алексей Целоусов                                      | ЧРЖ 2017 |
| 2018—19                                             | Мария Комарова   | Ульяна Васильева | Анастасия Даньшина | Екатерина Кузьмина   | Анна Веневцева тренеры: Алина Ковалёва, Виктор Воробьёв                      | ЗУ 2019 |
| 2018—19                                             | Мария Комарова   | Вера Тюлякова    | Ирина Низовцева    | Диана Маргарян       | Надежда Белякова                                                             | ЧРЖ 2019 (11 место)                                                                                          |
| 2019—20                                             | Алина Ковалёва   | Мария Комарова   | Галина Арсенькина  | Екатерина Кузьмина   | Анастасия Даньшина тренеры: Ирина Колесникова, Даниэль Рафаэль               | ЧЕ 2019 (4 место)                                                                                            |
| 2020—21                                             | Алина Ковалёва   | Мария Комарова   | Галина Арсенькина  | Екатерина Кузьмина   | Вера Тюлякова тренер: Анастасия Брызгалова                                   | КРЖ 2020 · ЧРЖ 2020                                                                                          |
| 2020—21                                             | Алина Ковалёва   | Юлия Портунова   | Галина Арсенькина  | Екатерина Кузьмина   | Мария Комарова тренеры:Сергей Беланов, Ирина Колесникова                     | ЧМ 2021 |
| 2020—21                                             | Мария Комарова   | Вера Тюлякова    | Виктория Енбаева   | Валерия Мирошниченко | Инга Наумец тренеры: Виктор Воробьёв, Алексей Тимофеев                       | ЧРЖ 2021 |
| 2021—22                                             | Алина Ковалёва   | Мария Комарова   | Галина Арсенькина  | Екатерина Кузьмина   | Вера Тюлякова тренер: Анастасия Брызгалова                                   | ЧРЖ 2022 |
| 2021—22                                             | Алина Ковалёва   | Юлия Портунова   | Галина Арсенькина  | Екатерина Кузьмина   | Мария Комарова тренеры:Сергей Беланов, Ирина Колесникова                     | ЧЕ 2021 (4 место) ЗОИ 2022 (10 место)                                                                        |
| 2022—23                                             | Алина Ковалёва   | Мария Комарова   | Галина Арсенькина  | Екатерина Кузьмина   | Вера Тюлякова (КРЖ), Анастасия Брызгалова (ЧРЖ) тренер: Анастасия Брызгалова | КРЖ 2022 · ЧРЖ 2023                                                                                          |
| 2023—24                                             | Алина Ковалёва   | Мария Комарова   | Ульяна Васильева   | Екатерина Кузьмина   | Анастасия Брызгалова тренер: Анастасия Брызгалова                            | КРЖ 2023 · ЧРЖ 2024 (7 место)                                                                                |
| Кёрлинг среди смешанных команд (mixed curling)      |                  |                  |                    |                      |                                                                              | |
| 2012—13                                             | Алина Ковалёва   | Алексей Тимофеев | Мария Комарова     | Евгений Климов       | Анна Ефимова                                                                 | ЧРСК 2013 (7 место)                                                                                          |
| 2016—17                                             | Евгений Климов   | Мария Комарова   | Александр Быстров  | Олеся Глущенко       |                                                                              | ЧРСК 2017 (7 место)                                                                                          |
| 2018—19                                             | Александр Ерёмин | Мария Комарова   | Даниил Горячев     | Анастасия Москалёва  | тренер: Василий Гудин                                                        | ЧМСК 2018 |
| Кёрлинг среди смешанных пар (mixed doubles curling) |                  |                  |                    |                      |                                                                              | |
| 2015—16                                             | Алексей Тимофеев | Мария Комарова   |                    |                      |                                                                              | ЧРСП 2016 (9 место)                                                                                          |
| 2016—17                                             | Даниил Горячев   | Мария Комарова   |                    |                      |                                                                              | ЧРСП 2017 |
| 2017—18                                             | Даниил Горячев   | Мария Комарова   |                    |                      | тренер: Василий Гудин                                                        | ЧМСП 2018 |
| 2018—19                                             | Даниил Горячев   | Мария Комарова   |                    |                      | тренер: Василий Гудин                                                        | КМ 2018/19 (1 этап) (5 место) КМ 2018/19 (3 этап) (6 место) ЧРСП 2019 (7 место) КМ 2018/19 (финал) (8 место) |

(скипы выделены полужирным шрифтом)